# Ragnar Josephson

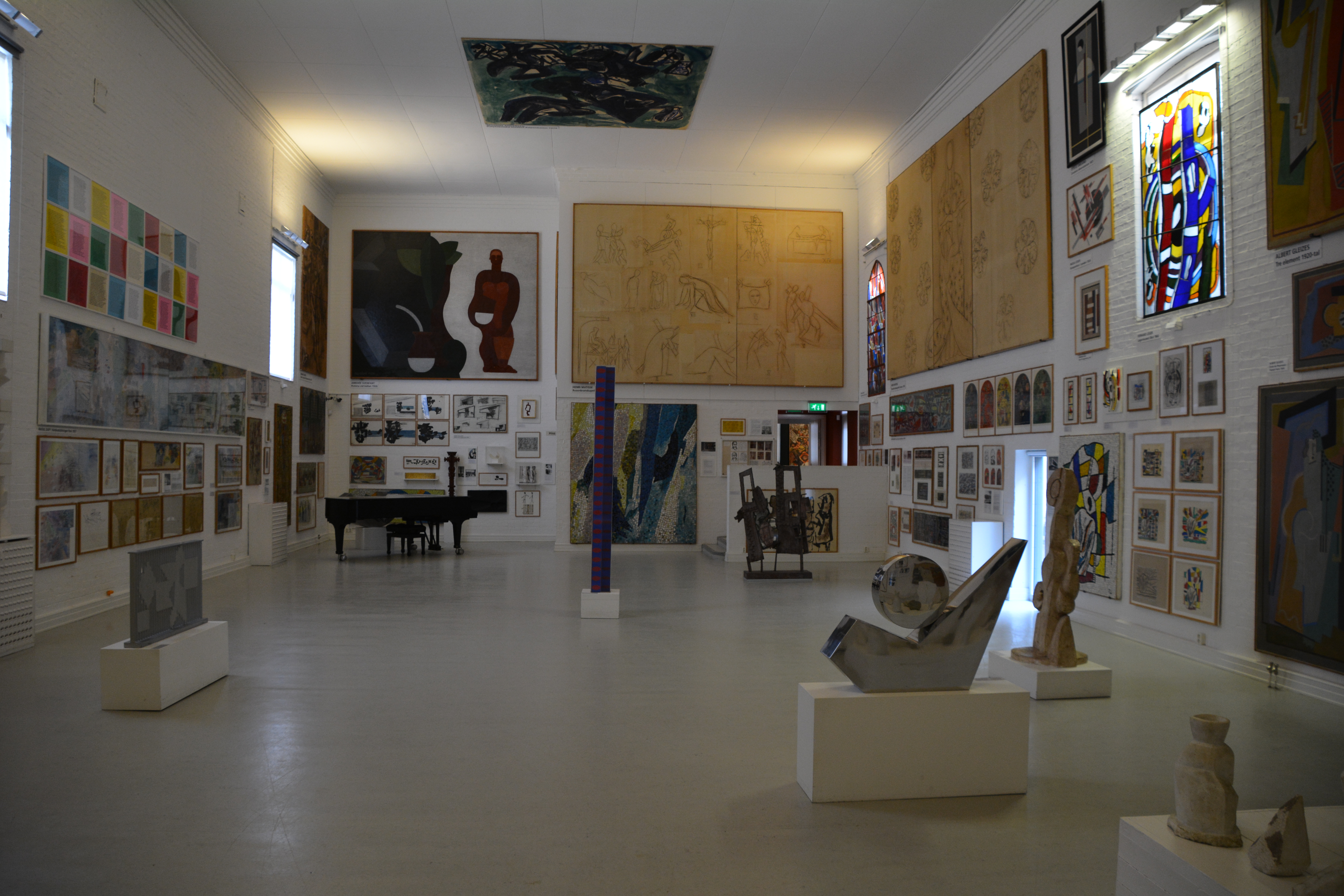
Skissernas museum i Lund, grundat av Ragnar Josephson.

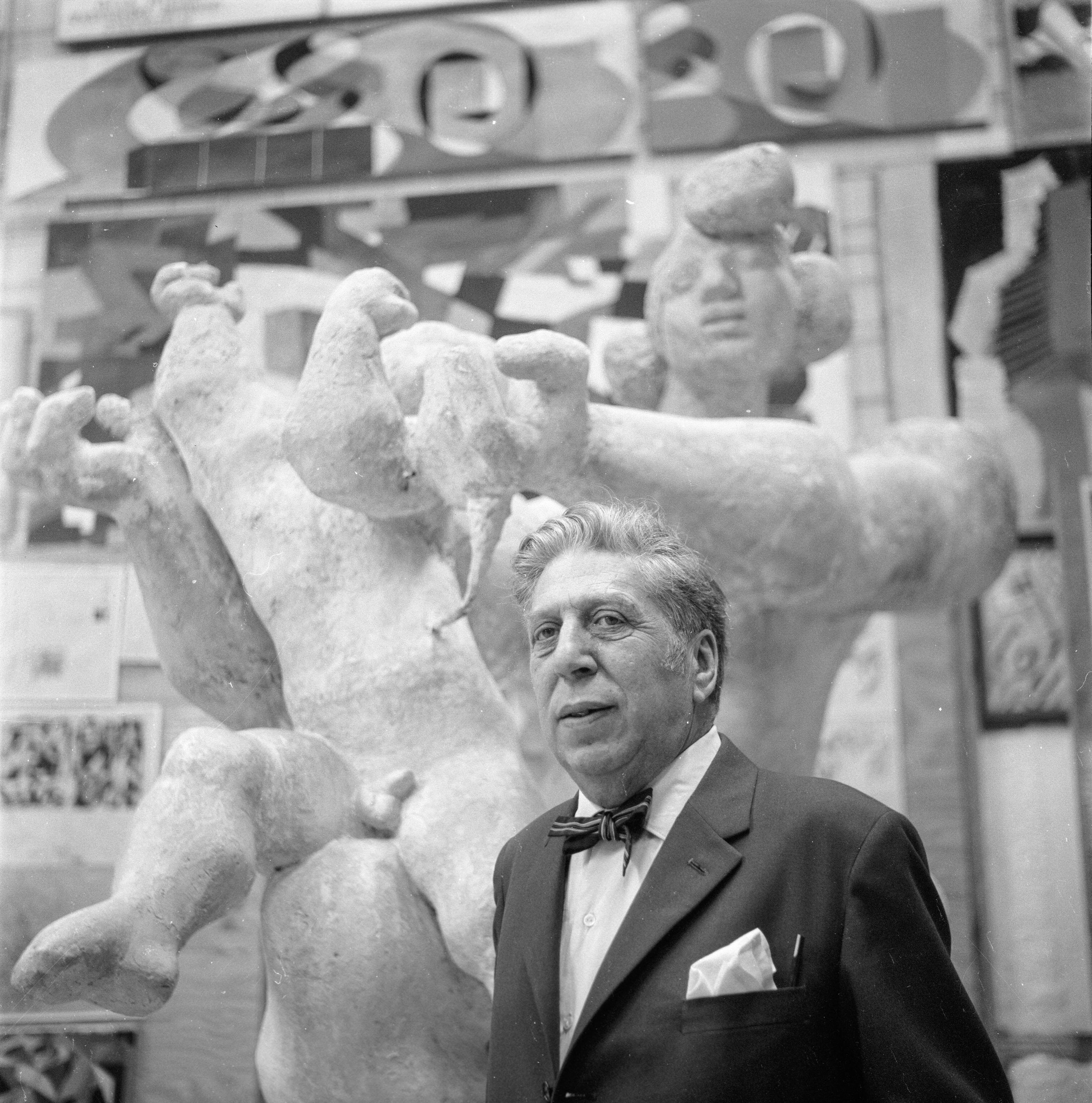
Ragnar Josephson intill en skulptur i Arkivmuseet i Lund. Bild tagen av författare Göran Schildt.

Ragnar Josephson, född 8 mars 1891 i Stockholm, död 27 mars 1966 i Lund, var en svensk konsthistoriker, författare och chef för Kungliga Dramatiska teatern.

## Biografi
Josephson blev filosofie doktor 1918, docent 1919 vid Uppsala universitet, och professor i konsthistoria vid Lunds universitet 1929 som efterträdare till Ewert Wrangel. Han var chef för Kungliga Dramatiska teatern i Stockholm 1948–51. Han satt på professorsstolen i Lund till 1957.
Josephson är bland annat känd för sitt intresse för konstverks tillkomsthistoria, vilket ledde till hans grundande av det så kallade "Arkiv för dekorativ konst" i Lund, numera känt som Skissernas museum, vilket fokuserar på förarbeten, skisser och utkast till offentliga konstverk. Hans konstforskning och författarskap gällde huvudsakligen barockens arkitektur och stadsbyggnadskonst.
Som dramatiker är Josephson mest känd för pjäsen Kanske en diktare (1932) där Gösta Ekman d.ä. vid premiären fick en önskeroll som rockvaktmästaren Filip.  
I januari 1940 lät dåvarande Dramatenchefen Pauline Brunius stoppa Josephsons pjäs Farlig oskuld på grund av dess antinazistiska budskap. 
Ragnar Josephson var son till bokhandlare Viktor Josephson och Annsofi Valentin samt bror till bokhandlaren Gunnar Josephson och brorson till Erik Josephson.
Han var från 1916 gift med fil. mag. Gabrielle Abramson (1889–1972), som var dotter till Axel Abramson och Elin Fris. Makarna Josephson blev föräldrar till Harriet Alfons, Miriam Fritz-Crone och Gabrielle Malmgren.